# 1972年札幌オリンピックのオランダ選手団
1972年札幌オリンピックのオランダ選手団（1972ねんさっぽろオリンピックのオランダせんしゅだん）は、1972年2月3日から2月13日まで日本の北海道札幌市で開催された1972年札幌オリンピックのオランダ選手団、およびその競技結果。

## 概要
今大会では金メダル4個、銀メダル3個、銅メダル2個の計9個のメダルを獲得した。金メダル数は過去最多、合計9個のメダル獲得も過去最多タイとなった。
スピードスケートでは、アルト・シェンクが男子1500m、5000m、10000mを制して3冠を達成した。

## メダル
| メダル | 選手名                         | 競技             | 種目       |
| ------ | ------------------------------ | ---------------- | ---------- |
| 金     | アルト・シェンク               | スピードスケート | 男子1500m  |
| 金     | クリスティナ・バース＝カイザー | スピードスケート | 女子3000m  |
| 金     | アルト・シェンク               | スピードスケート | 男子5000m  |
| 金     | アルト・シェンク               | スピードスケート | 男子10000m |
| 銀     | アチェ・ケレン＝デルストラ     | スピードスケート | 女子1000m  |
| 銀     | クリスティナ・バース＝カイザー | スピードスケート | 女子1500m  |
| 銀     | ケース・フェルケルク           | スピードスケート | 男子10000m |
| 銅     | アチェ・ケレン＝デルストラ     | スピードスケート | 女子1500m  |
| 銅     | アチェ・ケレン＝デルストラ     | スピードスケート | 女子3000m  |